# جو تالبوت
جو تالبوت (به انگلیسی: Joe Talbot) یک فیلمساز آمریکایی است. اولین فیلم بلند سینمایی او، آخرین مرد سیاه‌پوست در سان فرانسیسکو محصول سال ۲۰۱۹ می‌باشد، که نویسندگی و کارگردانی آن را بر عهده داشت، همچنین او جایزه بهترین کارگردانی جشنواره فیلم ساندنس ۲۰۱۹ را دریافت کرد. این فیلم مبتنی بر زندگی بهترین دوست دوران کودکی او، جیمی فیلس است.
تالبوت در حوالی پارک پریسیتا در ارتفاعات برنال، نزدیک منطقه مشن در سانفرانسیسکو، جایی که پدرش خانه‌ای داشت بزرگ شد. او در پارک محله با جیمی فیلس آشنا شد و با گذشت زمان، دوست صمیمی شد. او و برادرش، نات تالبوت، در مدرسه هنر روت آساوا سانفرانسیسکو تحصیل کردند، اگرچه جو بعداً ترک تحصیل کرد.
او پسر روزنامه‌نگار / فعال دیوید تالبوت، نوه لایل تالبوت بازیگر آمریکایی و برادرزاده مارگارت تالبوت ستون نویس ستاد نیویورکر است.
در سال ۲۰۱۹، تالبوت یک شرکت تولیدی به نام Longshot Features with Fails تشکیل داد.